# Александрія (Індіана)
Александрія (англ. Alexandria) — місто (англ. city) в США, в окрузі Медісон штату Індіана. Населення — 5149 осіб (2020).

## Географія
Александрія розташована за координатами 40°15′30″ пн. ш. 85°40′34″ зх. д. / 40.25833° пн. ш. 85.67611° зх. д. (40.258378, -85.676130).  За даними Бюро перепису населення США в 2010 році місто мало площу 6,80 км², уся площа — суходіл.

## Демографія
Згідно з переписом 2010 року, у місті мешкало 5145 осіб у 2113 домогосподарствах у складі 1362 родин. Густота населення становила 756 осіб/км².  Було 2507 помешкань (368/км²).
Расовий склад населення:
| - 97,4 % — білих - 0,3 % — чорних або афроамериканців - 0,2 % — азіатів - 0,1 % — корінних американців |

До двох чи більше рас належало 1,1 %. Частка іспаномовних становила 1,7 % від усіх жителів.
За віковим діапазоном населення розподілялося таким чином: 25,6 % — особи молодші 18 років, 58,8 % — особи у віці 18—64 років, 15,6 % — особи у віці 65 років та старші. Медіана віку мешканця становила 38,2 року. На 100 осіб жіночої статі у місті припадало 91,6 чоловіків;  на 100 жінок у віці від 18 років та старших — 88,9 чоловіків також старших 18 років.
Середній дохід на одне домашнє господарство  становив 44 334 долари США (медіана — 39 241), а середній дохід на одну сім'ю — 53 495 доларів (медіана — 50 962). Медіана доходів становила 36 507 доларів для чоловіків та 32 018 доларів для жінок. За межею бідності перебувало 25,6 % осіб, у тому числі 37,4 % дітей у віці до 18 років та 8,9 % осіб у віці 65 років та старших.
Цивільне працевлаштоване населення становило 2068 осіб. Основні галузі зайнятості: освіта, охорона здоров'я та соціальна допомога — 24,4 %, виробництво — 23,9 %, роздрібна торгівля — 9,2 %, мистецтво, розваги та відпочинок — 8,4 %.